# Elizabeth Evatt
Elizabeth Andreas Evatt, AC (* 11. November 1933 in Sydney) ist eine australische Juristin. Sie war zwischen 1976 und 1988 die erste Vorsitzende des Family Court of Australia, des höchsten australischen Gerichts in Familiensachen.

## Familie und Ausbildung
Evatt ist Tochter des Politikers Clive Evatt und dessen Frau Marjorie Hannah Andreas. Neben ihrem Vater war auch ihr Onkel väterlicherseits, Herbert Vere Evatt, in der Politik tätig. Ihre Schulbildung erhielt Evatt am Presbyterian Ladies’ College in Pymble. Nach ihrem Schulabschluss nahm sie das Studium an der University of Sydney auf. Dabei war sie die bis dahin jüngste Studentin an der Universität. Ihr Studium schloss sie 1955 mit einem Bachelor of Law ab und gewann als erste Frau die Medaille der Universität für Rechtswissenschaften. Noch im selben Jahr wurde Evatt als Anwältin in New South Wales zugelassen und begab sich dann für ein einjähriges Auslandsstudium an die Harvard University, wo ihr 1956 der Master of Laws verliehen wurde.

## Beruflicher Werdegang
Nach ihrer Zulassung als Rechtsanwältin am Inner Temple arbeitete Evatt zunächst als Barrister in London und war zugleich in der Bibliothek des British Institute of International and Comparative Law tätig. 1968 wurde sie Mitglied der English Law Commission und spezialisierte sich unter der Leitung von Leslie Scarman, Baron Scarman auf Fragen des Familienrechts. 1973 kehrte Evatt in ihr Heimatland zurück und wurde als erste Frau stellvertretende Vorsitzende der Australian Industrial Relations Commission, eine Position, die sie bis 1989 innehatte. Zeitgleich übernahm sie zwischen 1974 und 1977 den Vorsitz über einen parlamentarischen Untersuchungsausschuss, der sich mit Fragen des familiären Zusammenlebens, der Abtreibung, Verhütung und Problemen des Familienrechts auseinandersetzte. Aus der Arbeit dieses Ausschusses resultierte die Verabschiedung des Family Law Act 1975 mit dem nicht nur das australische Scheidungsrecht grundlegend reformiert, sondern auch der Family Court of Australia als höchste Bundesgericht für Fragen des Familienrechts geschaffen wurde. Evatt wurde 1976 zu dessen erster vorsitzender Richterin ernannt. Dieses Amt bekleidete sie bis 1988. Dann wechselte sie als Präsidentin in die Australian Law Reform Commission, wo sie sich bis 1993 vorwiegend mit Fragen der Gleichstellung der Geschlechter befasste. Schon während ihrer Tätigkeit als Richterin nahm sie auch auf internationaler Ebene juristische Aufgaben wahr. So gehörte sie ab 1984 dem UN-Ausschuss für die Beseitigung der Diskriminierung der Frau an, dessen Vorsitz sie von 1989 bis 1991 innehatte. 1992 wurde Evatt als erste Australierin in den UN-Menschenrechtsausschuss gewählt, dem sie bis ins Jahr 2000 angehörte. Von 1998 bis 2007 war sie zudem Mitglied des Verwaltungsgerichts der Weltbank. Evatt gilt seit jeher als Verfechterin der Menschenrechte und des Minderheitenschutzes. So wurde sie etwa 1995 von John Herron, Mitglied des australischen Senats, mit der Überprüfung der Gesetze zum Schutz der Aborigines beauftragt. Immer wieder kritisierte sie auch den mangelhaften Schutz von Frauenrechten durch die australische Gesetzgebung. Evatt gehörte 2006 auch zu den Unterzeichnern der Yogyakarta-Prinzipien. Auch ehrenamtlich engagiert sie sich vielfach. So war sie zwischen 1988 und 1994 Kanzlerin der University of Newcastle und wurde 2003 in die Internationale Juristenkommission gewählt.

## Auszeichnungen
Am 14. Juni 1982 wurde Evatt von Elisabeth II. zum Offizier des Order of Australia und am 12. Juni 1995 zum Companion und damit in die höchste Ordensklasse erhoben. 1985 verlieh ihr ihre Alma Mater die Ehrendoktorwürde und 1994 ehrte sie die Flinders University auf dieselbe Weise.

## Publikationen (Auswahl)
- The international covenant on civil and political rights: cases, materials, and commentary. 2. Auflage. Oxford University Press, Oxford 2011, ISBN 978-0-19-928541-9.
- Women and Human Rights. In: Monash University law review. 28, 2002, Nr. 1, ISSN 0311-3140, S. 1–16.
- How Australia “supports” the United Nations human rights treaty system. In: Public law review. 12, 2001, Nr. 1, S. 3–8, ISSN 1034-3024.